# Hồng tước tiên
Hồng tước tiên (danh pháp hai phần: Malurus cyaneus) là một loài chim thuộc họ Hồng tước tiên. Hồng tước tiên phân bố chủ yếu ở đông nam Australia, hồng tước tiên hoặc kết thành đôi, hoặc quần hôn trong nhóm, trong đó một con đực thủ lĩnh sẽ làm chủ cơ hội sinh sản và từ 1 đến bốn con đực giúp việc sẽ kiêng giao phối để làm nhiệm vụ bảo mẫu cho các con non. Những kẻ giúp việc này thường là con trai của lứa sinh sản trước. 

## Mô tả
Hồng tước tiên dài 14 cm và nặng 8-13 g với con trống trung bình lớn hơn một chút so với con mái. Chiều dài đuôi trung bình là 5,9 cm, thuộc loại ngắn nhất trong chi này. Trung bình 9 mm trong phân loài cyaneus và mm 8 mm trong phân loài cyanochlamys, mỏ tương đối dài, hẹp và nhọn và rộng hơn tại chân mỏ. Mỏ rộng hơn là chiều sâu, mỏ tương tự như trong hình dạng của các loài chim khác bắt mồi bằng cách dò và mổ côn trùng ra khỏi nơi ở của chúng.